# داونز (لنگرگاه کشتی)
داونز (انگلیسی: The Downs) یک کشتی‌گاه در جنوب دریای شمال در نزدیکی کانال مانش در شرق کناره کنت (انگلستان) , بین شمال و جنوب فورلند در جنوب انگلستان است.